# Théo Peeters
 (novembre 2018).
Théo Peeters (11 mars 1943 - 2 mars 2018) est un neurolinguiste belge, spécialisé dans les troubles du spectre autistique. Il met l’accent en particulier sur l’importance de comprendre la « culture de l’autisme » et de témoigner de l’empathie absolue avec les individus qui se situent sur le spectre. Il est le fondateur de l’Opleidingscentrum Autisme (centre de formation sur l’autisme) à Anvers, en Belgique.

## Biographie
Théo Peeters est titulaire d'une licence en philosophie et lettres (Université catholique de Louvain), une maîtrise en neurolinguistique (VUB), ainsi qu’une maîtrise en communications humaines (Université de Londres). Il est affilié à TEACCH, University of North Carolina at Chapel Hill. Il était chargé de la formation des professionnels dans l’Expérience éducationnelle de l’autisme, parrainée par le ministère flamand de l’Éducation. Théo Peeters était également le responsable des projets conjoints sur l’autisme entre la Flandre et la Russie, la Flandre et l’Afrique du Sud, la Pologne, etc.
Rédacteur associé de la revue Good Autism Practice (GAP) de Glenys Jones et Hugh Morgan en partenariat avec l’université de Birmingham, Théo Peeters a lui-même publié plusieurs ouvrages sur l’autisme, dont La forteresse éclatée en 1984, L’Autisme: de la compréhension à l’intervention en 1994 et L’Autisme: aspects éducatifs et médicaux, en collaboration avec le  Christopher Gillberg, professeur à l'université de Göteborg.

## Le livreLa forteresse éclatée
En 1984, son livre La Forteresse éclatée est une remise en question du livre de Bruno Bettelheim, la Forteresse vide de 1967. Le livre de Bettelheim mettait notamment en cause le rôle des parents dans ce qui provoque l'autisme.

## Publications
- (nl) 1980, Over autisme gesproken. Nijmegen, Dekker en Van De Vegt.  (ISBN 90-255-9922-2)
- (nl) 1984, Uit zichzelf gekeerd. Nijmegen, Dekker en Van De Vegt.  (ISBN 90-255-9984-2)
  - (fr) 1994, Autisme: La forteresse éclatée. Paris, Pro Aid Autisme.  (ISBN 2-907798-00-6)
- (nl) 1987, Autisme vanaf de adolescentie. Nijmegen, Dekker en Van De Vegt.  (ISBN 90-255-0026-9)
  - (fr) 1990, Autisme. De l’adolescence à l’âge adulte. St Gratien, Edinovation.  (ISBN 2-905499-68-0)
- (en) 1988, with Christopher Gillberg, Autism. Medical and Educational Aspects. Oxford, Wiley-Blackwell.  (ISBN 0-521-54335-5)
  - (fr) 1994, avec Christopher Gillberg, L'autisme. Aspects éducatifs et médicaux. Anvers, Opleidingscentrum Autisme.
  - (nl) 2003, met Christopher Gillberg Autisme. Medisch en educatief. Antwerpen, Houtekiet.  (ISBN 90-5240-713-4)
- (nl) 1994, Autisme. Van begrijpen tot begeleiden. Antwerpen, Houtekiet.  (ISBN 978-90-8924-043-9)
  - (en) 1994, Autism. From Theoretical Understanding to Educational Intervention. Oxford, Wiley-Blackwell.  (ISBN 90-5240-230-2)
  - (fr) 2008, L'autisme. De la compréhension à l'intervention. Paris, Dunod.  (ISBN 978-2-10-051799-2)